# Cybocephalus politus
Cybocephalus politus is een keversoort uit de familie Cybocephalidae. De wetenschappelijke naam van de soort is voor het eerst geldig gepubliceerd in 1813 door Gyllenhal.